# Plumularia stylifera
Plumularia stylifera is een hydroïdpoliep uit de familie Plumulariidae. De poliep komt uit het geslacht Plumularia. Plumularia stylifera werd in 1883 voor het eerst wetenschappelijk beschreven door Allman. 